# Kristian Sørum
Kristian Sørum (ur. 1951) – norweski curler, mistrz świata z 1979, dwukrotny wicemistrz świata, pięciokrotny medalista mistrzostw Europy.
Sørum 12 razy reprezentował Norwegię na arenie międzynarodowej. Zadebiutował w MŚ 1976 zajmując 6. miejsce. W sezonie 1976/1977 wystąpił po raz pierwszy na ME, w fazie grupowej zawodów Norwegia była najlepsza. W półfinale pokonała 8:7 Szkocję (Jim Steele). W finale lepsi okazali się być Szwajcarzy (Peter Attinger Junior), mecz zakończył się wynikiem 9:6. W MŚ 1977 Sørum ponownie uplasował się na 6. pozycji.
Rok później na Mistrzostwach Świata reprezentacja Norwegii z bilansem 5-4 wywalczyła mecze barażowe ze Szkocją (James Sanderson). Po wygranej 4:1 nad Szkotami, zespół z Trondheim pokonał w półfinale Kanadę (Mike Chernoff) 6:2. Ostatecznie ekipa Søruma zdobyła srebrne medale ulegając 6:4 Amerykanom (Bob Nichols). W 1979 Norwegowie także musieli grać tie-breaker, w którym pokonali Niemców (Keith Wendorf) 6:5. W półfinałach tak jak rok wcześniej wyeliminowali Kanadę (Barry Fry). Mecz finałowy był rewanżem za Mistrzostwa Europy 1976, tym razem to Sørum 5:4 zwyciężył nad zespołem Petera Attingera. Był to pierwszy w historii złoty medal dla Norwegii w tej konkurencji. 
Drugi występ Kristiana w ME także zakończył się dobrym wynikiem. W 1979 wywalczyli brązowe medale po przegranym półfinale przeciwko Szwedom (Jan Ullsten). Kilka miesięcy później Norwegowie bronili tytułów mistrzowskich na 1980. W finale 7:6 zwyciężyli Kanadyjczycy (Rick Folk), przerwali tym samym tzw. klątwę LaBote'a. Drużyna nadal utrzymywała wysoką formę, w ME 1980 również dotarła do finału i ulegając Szkotom (Barton Henderson) zdobyła srebrne medale. Taki sam rezultat osiągnęli w ME 1983 przegrywając wysoko 2:11 ze Szwajcarami (Amédéé Biner), po roku wrócili z brązowymi krążkami.
W MŚ 1981 Norwegia miała szanse stanąć na podium jednak w meczu play-off zwyciężyły Stany Zjednoczone (Bud nSomerville) i w rezultacie ekipa Søruma zajęła 4. lokatę. 

## Drużyna
|           | Czwarty        | Trzeci          | Drugi           | Otwierający      |
| --------- | -------------- | --------------- | --------------- | ---------------- |
| MŚ 1985   | Kristian Sørum | Morten Søgaard  | Morten Skaug    | Dagfinn Loen     |
| 1983/1985 | Kristian Sørum | Morten Søgaard  | Dagfinn Loen    | Morten Skaug     |
| 1980/1981 | Kristian Sørum | Eigil Ramsfjell | Gunnar Meland   | Dagfinn Loen     |
| 1979/1980 | Kristian Sørum | Eigil Ramsfjell | Gunnar Meland   | Harald Ramsfjell |
| 1977/1979 | Kristian Sørum | Morten Sørum    | Eigil Ramsfjell | Gunnar Meland    |
| MŚ 1977   | Kristian Sørum | Eigil Ramsfjell | Gunnar Meland   | Gunnar Sigstadsø |
| ME 1976   | Kristian Sørum | Morten Sørum    | Gunnar Meland   | Gunnar Sigstadsø |
| 1975/1976 | Kristian Sørum | Eigil Ramsfjell | Gunnar Meland   | Gunnar Sigstadsø |